# Glenea telmissa
Glenea telmissa là một loài bọ cánh cứng trong họ Cerambycidae.